# Руска некропола у Београду
Руска некропола у Београду се састоји од заједничке гробнице, меморијалног Споменика руске славе и Иверске капела), и неколико заједничких и појединачних надгробних споменика на парцелама 80, 80а, 90 и 90а на Новом гробљу испод којих леже посмртни остаци бивших припадника руске императорске војске и флоте, који су умрли у емиграцији у Београду и руских војниика, учесника Првог светског рата, који су животе изгубили на овом подручју.

## Положај, пространство и намена
Спомен обележје се налази на територији Новог гробља (најстаријег гробља у српској престоници Београду насталом 1886. године у Кнежевини Србији), у данашњој Рузвелтовој улици, на руским парцелама (80, 80а, 90, 90а) у којима се налази 755 гробних места у којима су посмртни остаци преко три хиљаде људи, емигранти из првог и другог „таласа“: војна и духовна лица, државници, представници руске науке и културе који су дали велики допринос развоју различитих сфера српског друштвеног живота.
На овим парцелама су посебно сахрањени и посмртни остаци неколико стотина руских војника који су погинули током Првог светског рата на балканским фронтовима, од одбране Београда до Солунског фронта. У њихову част подигнут је меморијални споменик „Руске славе“ (арх. Верховски), испред кок се сваке године одржавају церемоније у знак сећања на жртве рата 1914—1918. год.
| „ | Подизање Иверске капеле повезано је са стварањем руског гробља у Београду и залагањем кнегиње М. А. Свјатополк-Мирске да се изгради капела за одржавање опела за покојнике. Током преговора са градским властима стигла је вест о рушењу Иверске капеле у Москви (1929. год.), и тада се родила идеја о реконструисању Иверске светиње на српској земљи. Изградња капеле према пројекту В. В. Сташевског завршена је 1931. год. У гробници испод капеле сахрањени су митрополит Антоније Храповицки, првојерарх Руске Заграничне Цркве, и његов негдашњи сакелејник архимандрит Теодосије, потоњи игуман Царске лавре Високи Дечани, а око капеле – истакнута духовна лица руске емиграције. | ” |

## Статус

### У Србији
Одлуком Скупштина Београда од 12. априла 2012. године, Руска некропола дефинисан је као јединствени комплекс четире парцеле Новог гробља (80, 80а, 90, 90а), Меморијалног споменика руским војницима, који су погинули у Првом светском рату, Иверске капеле, као и гробова председника трећег и четвртог сазива Државне Думе Русије М.В.Родзјанко и генерала М.В.Алексеева (начелника Генералштаба, врховног команданта Руске војске до маја 1917. године), који су лоцирани ван наведених парцела, али су суштински неодвојиви део тог комплекса.

### У Русији
Одлуком Владе Руске Федерације од 28. августа 2012. године Руска некропола у Београду сврстан у Листу гробних места у иностранству који су од историјског и мемориалног значаја за Руску Федерацију и стога подлежу одржавању и очувању.

## Споменик руске славе и Иверска капела
Централно место заузима најмонументални и најпознатији заједнички надгробни споменик у Србији, споменик „Руске славе“, дело: архитекте Р. Н. Верховског, по пројекту В. В. Сташевског и идеји пуковника М. Ф. Скородумова. Било је то прво обележје на свету (по речима М. Ф. Скородумова) посвећено двомилионским жртвама руске царске војске у Великом рату. Зато овај споменик има изузетан значај и за Москву која с великом пажњом брине о овом спомен-комплексу.
Споменик „Руске славе“ и Иверска капела свечано су откривени 24. маја 1935. године, када су у крипту спуштене кости 387 ратника са Солунског фронта, а коначно завршени и освећени 12. јануара 1936. године. Споменик је посвећен цару Николају Другом Романову и руским војницима погинулим у Првом светском рату.
У основи споменика чувају се посмртни остаци руских војника, који су погинули у одбрани Београда, на битољском бојишту, Солунском фронту, Кајмакчалану и другим бојиштима, на територији бивше Југославије. Међу сахрањенима су и посмртни остаци четворице руских ратних заробљеника које су стрељали аустријанци у Горажду, затим двојице морнара са брода „Тираспољ“ погинулих код Кладова, и око сто руских војника преминулих у болницама.
Спомен обележјем доминира крилата фигура „војводе небеских сила” архангела Михаила. У подножју споменика над дверима костурнице је статуа рањеног руског војника и натпис на руском језику „Спавајте орлови ратници”. Десно од овог натписа је на српском језику написан натпис „Храброј браћи Русима”. Један од натписа на споменику гласи овако: 
| „ | „Вечна слава императору Николају II и 2.000.000 руских војника Великог рата“ | ” |

.
Међу сахрањенима у овој руској некрополи издвајају се последњи руски председник Думе Михаил Владимирович Роџјанко и последњи главнкомандујући руске царске армије, генерал Алексеј Васиљевич Михаил. Роџјанко је у говорима од првог дана рата име Србије помињао одмах иза имена Русије. Изражавао је трагичну судбину Србије, говорио је о Крфу, пљачкању и уништавању Србије, апелујући на Русију да води рат до краја и да помогне ослобађању српског народа. Генерал Алексеј Васиљевич Микхаил, умро је у Русији и по личној жељи пребачен је у Србију и сахрањен у Београду.
Изградња Иверске капеле по идеји кнегиње М. А. Свјатополк-Мирскепрема, и по пројекту В. В. Сташевског завршена је 1931. године. Ова капела, која је копија Иверске капеле из Москве, настала је као знак сећања руских емигранта у Београду на уништавања православних светиња у Совјетском Савезу укључујући и Иверску капелу у Москви. У гробници испод капеле, сахрањени су митрополит Антоније Храповицки, а око капеле – истакнута духовна лица руске емиграције.

## Заједничка гробница и гробна места бивших припадника руске императорске војске и флоте
На територији руског дела Новог гробља у саставу Руске некрополе налази се заједничка гробница бивших припадника руске императорске војске и флоте, који су умрли у емиграцији у Београду. Ти људи су несумњиво учествовали у Првом светском рату, а у међувремену су били окупљени у организацији „Русское ополчение“ (Руски добровољци), под руководством Скородумова.
Међу сахрањеним људима је велики број истакнутих имена руске науке и културе, међу којима има и имена оних који су ушли у руске и српске енциклопедије: 
- Спомен обележје проф. В. В. Фармаковског у овој некрополиАрхитекте, академици и професори — Николај Краснов, Виктор Лукомски, Петар Анагности, проф. Григорије Самојлов, слависти проф. Степан Кулбакин, проф. Фјодор Тарановски, византолог Георгије Острогорски, богослов проф. Сергеј Тројицки, проф. механике Георгије Пио-Улски и његов ученик, проф. В. В. Фармаковски, термодинамике професор Александар Брандт, математичари академик Николај Салтиков, проф. Антон Билимович,
- Балерине — Нина Кирсанова, Тамара Полонска, Марина Оленина,
- Гумица — Наталија Ердели,
- Оперска певачица Софија Драусал,
- Извођач руских романси Олга Јанчевецка,
- Писац и критичар — Јевгеније Аничков, писац и филмски сниматељ Михаил Иваников,
- Сликари — Степан Колесников, Леонид Шејка и други.[7]

## Обнова споменика
Некропола је обнављана 1995. и 2008/2009. године, као и 2011. а радови на последњој реконструкцији, спроведени су 2014. године.када су Иверска капела, меморијални споменик „Руске славе” и свих 755 гробних места у којима почива око 3.000 људи, коплетно реконструисани, и уметмички рестаурирани, по дозволи Завода за заштиту споменика културе града Београда.
Уметничке радове спроводила је иконописна радионица „Преподобни Андреј Рубљов", Подворја Московске Патријаршије у Београду, по благослову старешине Подворја, протојереја Виталија Тарасјева. По завршетку радова, након што је некрополи враћен стари изглед, 1. августа 2014. године одржан је свечани чин освештања од стране Патријарха Српског Господина Иринеја, и Патријарха Московског и све Русије Господина Кирила, у присуству, грађана и високих државних званичника Републике Србије и Руске амбасаде у Београду.